# SPECULOOS
SPECULOOS (Search for habitable Planets EClipsing ULtra-cOOl Stars, також Південний SPECULOOS (англ. SPECULOOS Southern Observatory, SSO)) — комплекс телескопів у Паранальській обсерваторії. Чотири метрових роботизованих телескопи встановлені на висоті 2518 метрів у пустельному нагір'ї Сьєрро Паранал (Чилі). Найближчі сусіди комплексу — Дуже Великий Телескоп, VLT і 4-метровий телескоп видимого та інфрачервоного діапазону VISTA. Мета проекту — пошук екзопланет розміру Землі навколо близько 1000 ультрахолодних зірок і коричневих карликів. 
До SPECULOOS залучені вчені з університету Льєж (Бельгія), лабораторії Кавендіша, Кембриджа (Велика Британія) та університету короля Абдулазіз (Саудівська Аравія), під керівництвом Міхаеля Гільона з університету в Льєжі. Європейська південна обсерваторія (ESO) підтримує і організовує SPECULOOS в Паранальській обсерваторії.

## Галерея

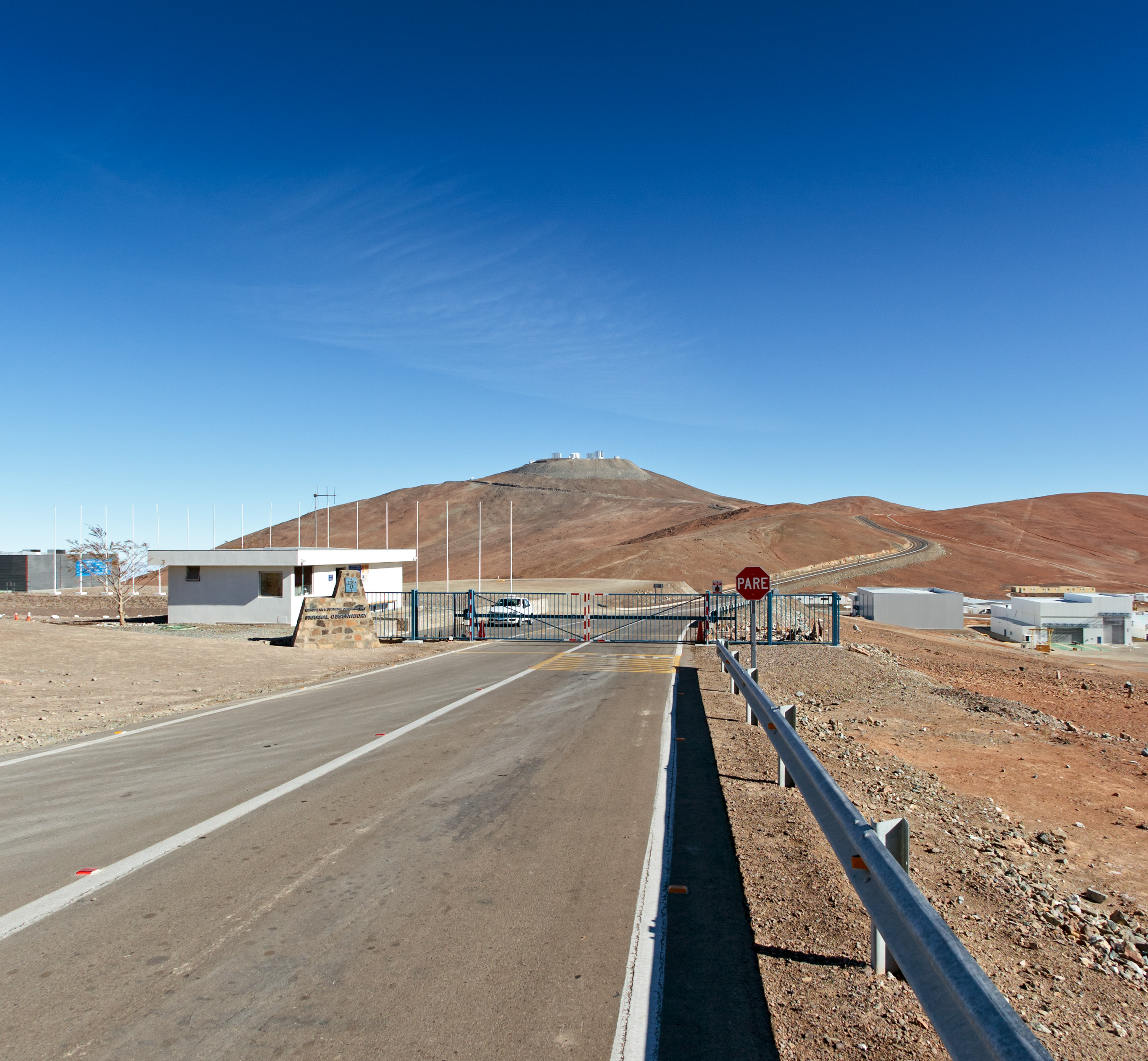
Головний вхід Паранальської обсерваторії.
Панорама південного неба в районі обсерваторії.
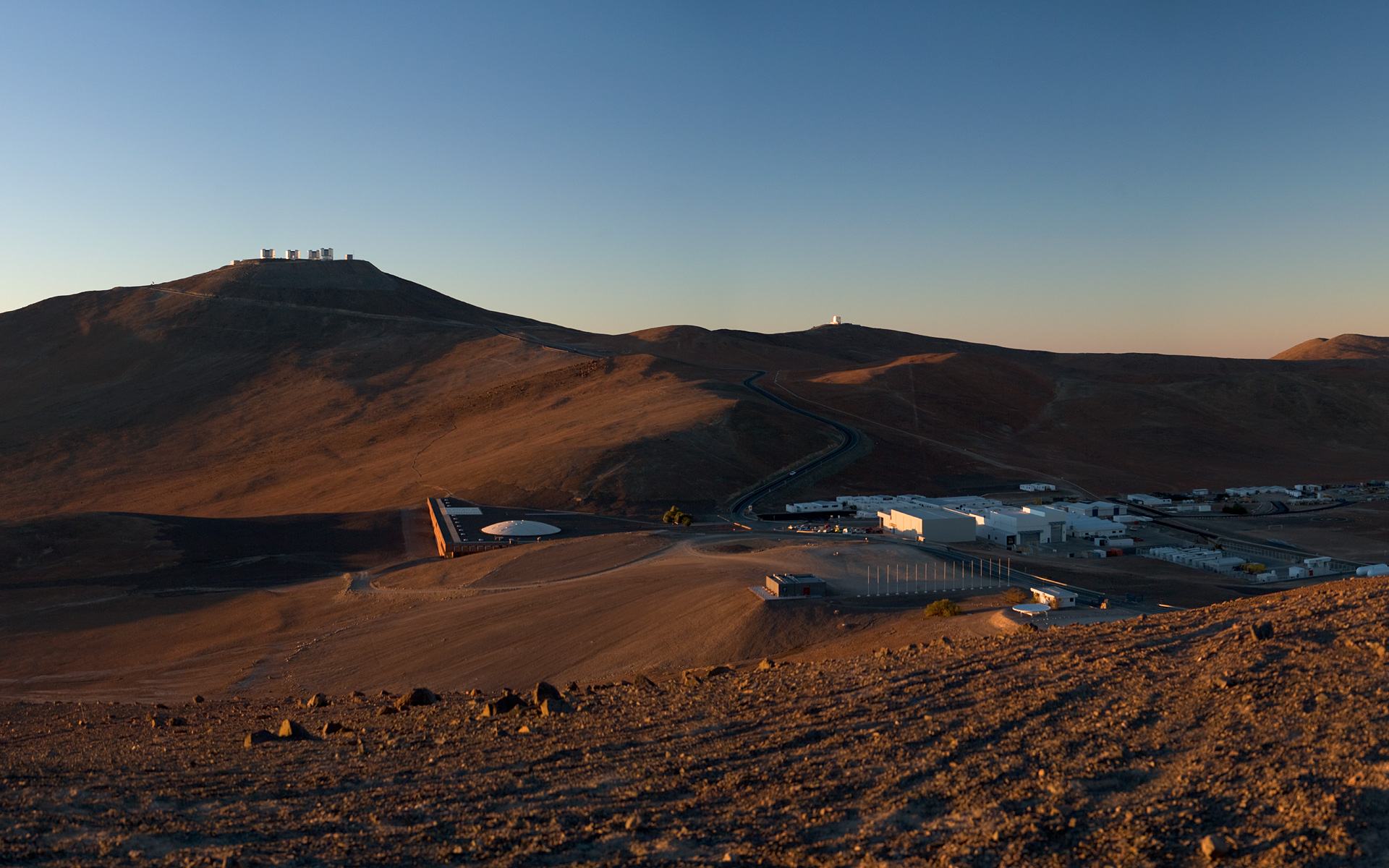
Обсерваторія і житловий блок.
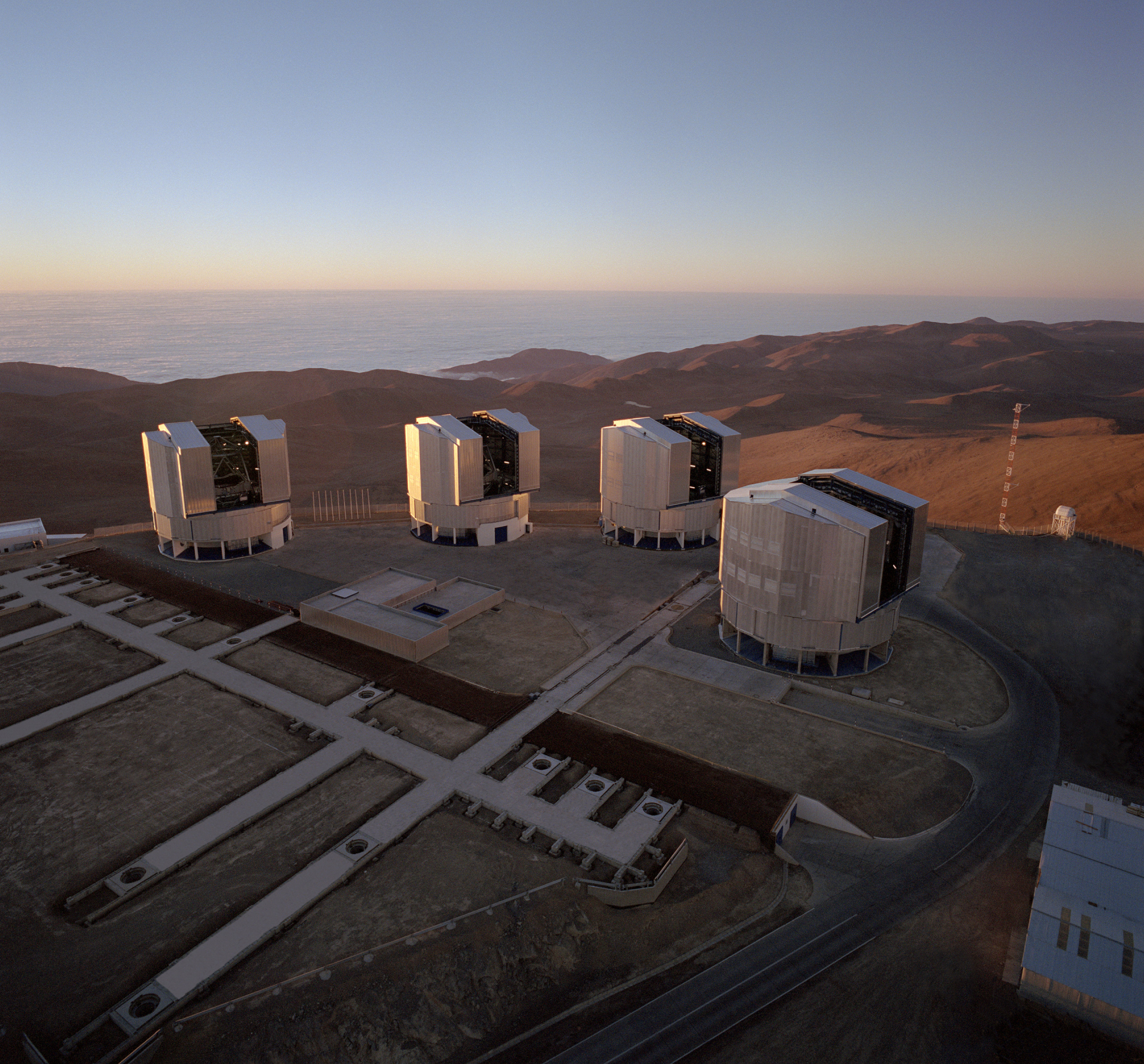
Вид з повітря.
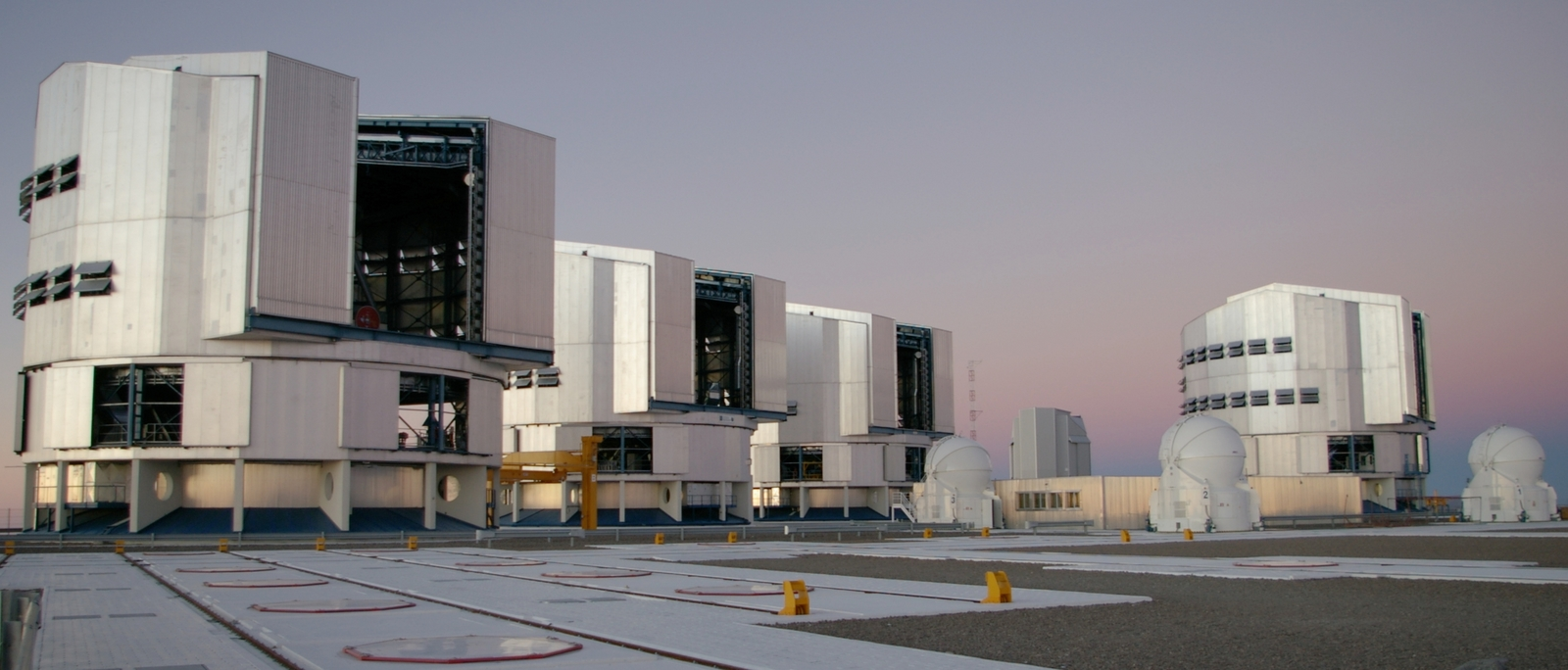
Комплекс телескопів VLTs, ATs і Оглядовий телескоп ДВТ.
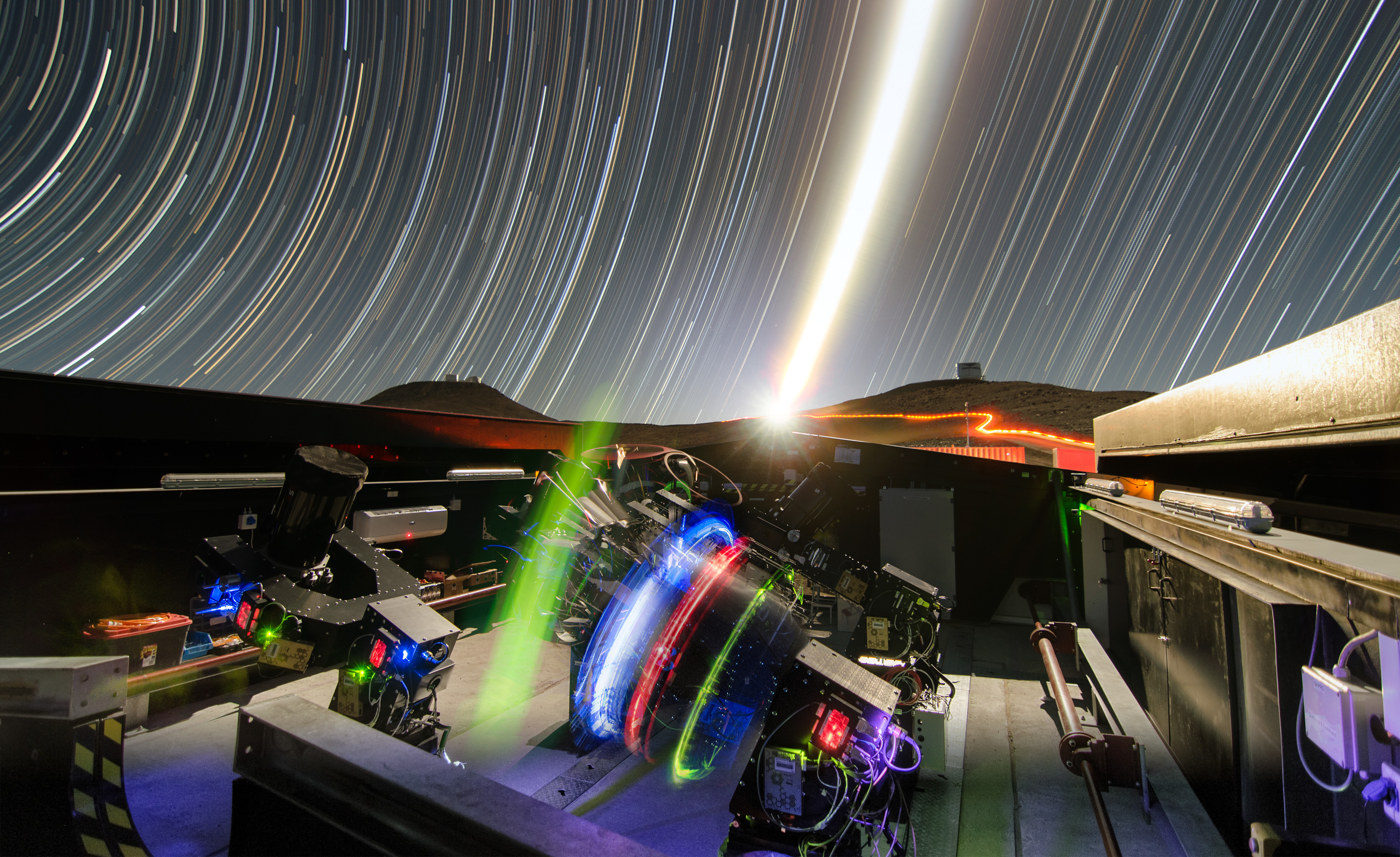
NGTS з  VLT і  VISTA).
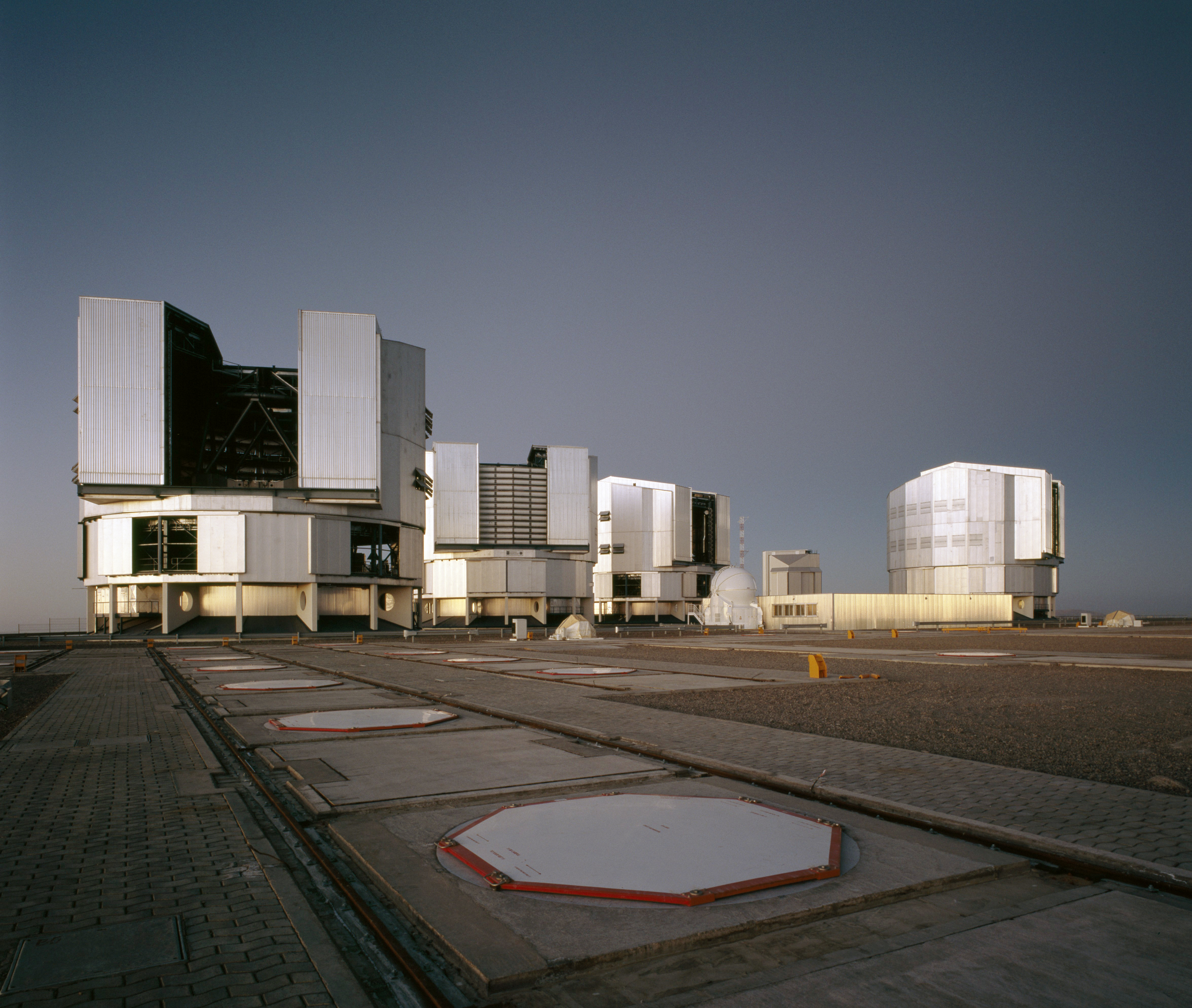
Платформа вночі.
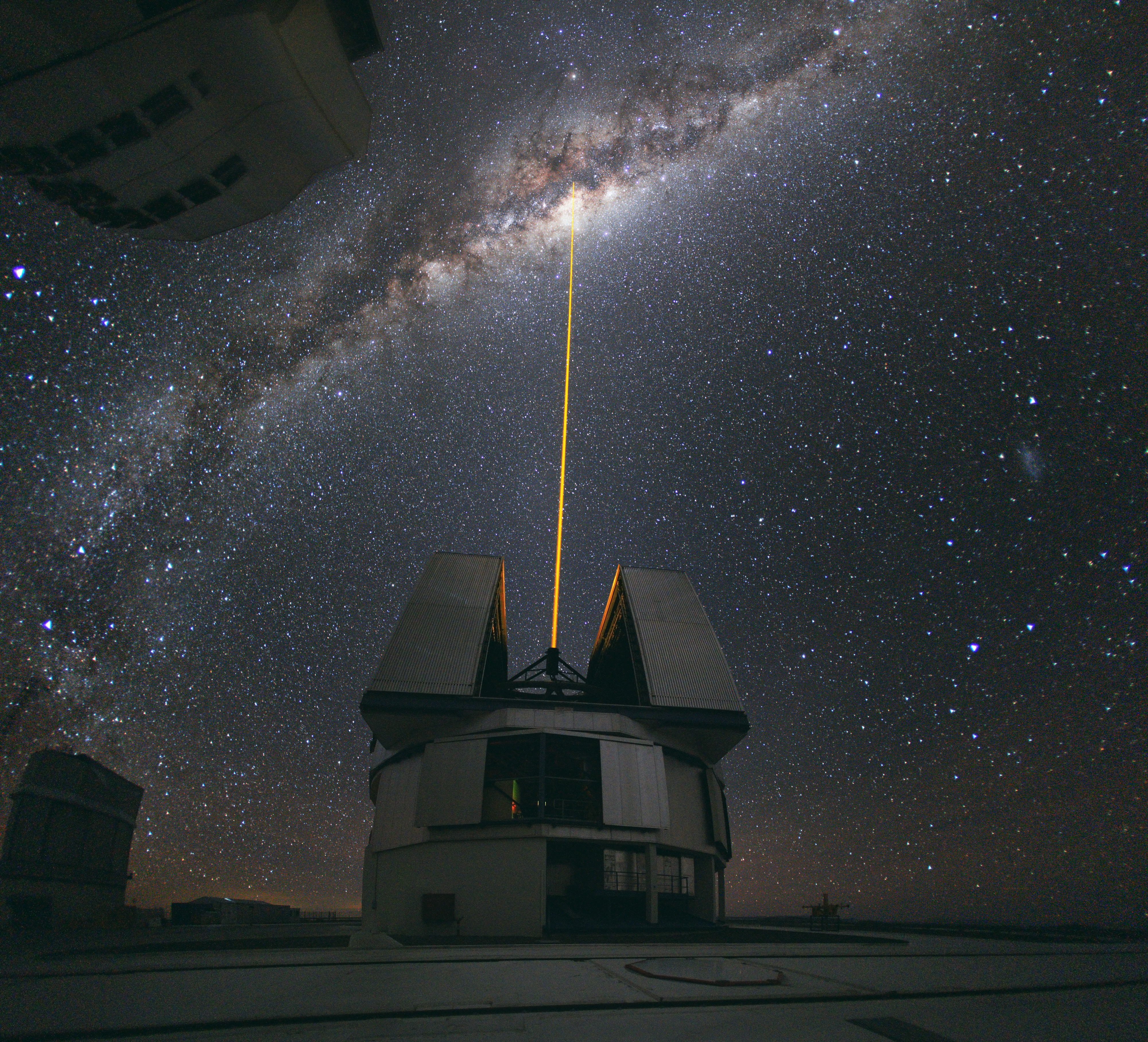
Лазерний промінь допоміжного пристрою VLT (англ. Yepun Unit)
- Магелланові хмари
- Повна екскурсія по об'єкту.
- Колекція відеокліпів, що показує повсякденне життя в обсерваторії

## Інтернет-ресурси
- European Southern Observatory homepage [Архівовано 18 грудня 1996 у Wayback Machine.]
- Paranal Observatory homepage [Архівовано 3 грудня 2018 у Wayback Machine.]
- Visits to the Paranal Observatory [Архівовано 6 грудня 2018 у Wayback Machine.]
- Photo gallery of ESO Paranal Observatory [Архівовано 6 грудня 2018 у Wayback Machine.]